# Christian Licoppe
 (février 2022).
Pour les articles homonymes, voir Licoppe.
Christian Licoppe est un sociologue des sciences français. Il est actuellement Professeur de Sociologie des Technologies d'Information et de Communication à Télécom Paris.

## Recherches
On lui doit notamment "la loi des trois étapes" pour décrire l'évolution de la pratique scientifique:
- Le régime de la curiosité (XVIIe siècle): les faits scientifiques sont établis dans la sphère publique par l'intermédiaire d'expériences surprenantes. Le statut social du public apporte crédibilité à l'expérience.
- Le régime de l'utilité (à partir fin XVIIe siècle): les faits nouveaux sont validés en fonction de leur utilité, et les expériences sont évaluées en fonction de leur capacité à être reproduites et délocalisées.
- Le régime de l'exactitude (à partir fin XVIIIe siècle): l'exigence de l'exactitude entraîne la fabrication d'instruments de mesure de plus en plus précis, en même temps que la phobie des "interférences". De publiques, les expérimentations deviennent alors privées (ex: la balance de Coulomb).

## Publications

### Livres
- La Formation de la pratique scientifique. Le discours de l'expérience en France et en Angleterre (1630-1820), Paris, La Découverte, 1996.

### Direction d'ouvrages collectifs
- Licoppe, C., & Zouinar, M. (sous la direction de), Les usages avancés du téléphone mobile, Réseaux 27 (156), 2009.
- Licoppe, C., & Relieu, M. (sous la direction de), 2007, De la rue au tribunal : Etudes sur la visiocommunication, Réseaux 25 (144), 2007.
- Licoppe C. (sous la direction de), Mobiles en Asie, Revue Réseaux 2006, n°133, 2005.
- Beaudouin V., Licoppe C. (sous la direction de), Statistique des parcours internet, Revue Réseaux, n° 116, 2003.
- Licoppe, C. et . Relieu M. (sous la direction de), Mobiles Revue Réseaux, n° 112-113, Paris, Hermès, 2002.
- Licoppe C. et De la Vega J. (sous la direction de), Usages émergents des TIC, Annales des Télécommunications, 57 (3 et 4), 2002.

### Participation
- Christian Licoppe, « Chapitre 5 - Les premières années des recherches sur les semi-conducteurs et les "transistrons" au CNET (1946-1956) », dans Michel Atten (dir.), Histoire, recherche, télécommunications, CNET, coll. « Réseaux. Communication - Technologie - Société », 1996 (lire en ligne), p. 123-146.